# Джуліан Прістер
Джу́ліан Е́нтоні Прі́стер (англ. Julian Anthony Priester; 29 червня 1935, Чикаго, Іллінойс) — американський джазовий тромбоніст. Грав з Сан Ра, Максом Роучем, Дюком Еллінгтоном, Джоном Колтрейном і Гербі Генкоком.

## Біографія
Народився 29 червня 1935 року в Чикаго, штат Іллінойс. Спочатку вчився грати на фортепіано, баритон-горні, після чого взявся за тромбон в роки навчання у вищій школі ДюСейбл.
Грав з Сан Ра (1953—54), Дайною Вашингтон (1957—58); також працював з блюзовими і ритм-енд-блюзовими артистами, зокрема з Мадді Вотерсом і Бо Діддлі. У червні 1958 року переїхав до Нью-Йорка; працював з Максом Роучем (1959), зіграв на його класичному альбомі Freedom Now Suite; в його гурті грав з Букером Літтлом, Еріком Долфі та Кліффордом Джорданом; працював зі Слайдом Гемптоном (1959). У 1960 році на лейблі Riverside записав сесії в якості соліста Keep Swingin' і Spiritsville.
Після того як у 1961 році залишив гурт Роуча, працював штатним музикантом на лейблі Blue Note, де записувався з такими музикантами, як Фредді Габбард, Стенлі Террентайн, Блу Мітчелл, Арт Блейкі, Джо Гендерсон, і Маккой Тайнер; також працював з Семом Ріверсом і грав в ансамблі Джона Колтрейна на Africa/Brass (1961). Працював з Дюком Еллінгтоном упродовж шести місяців у 1969—70, потів працював з гуртом Гербі Генкока.
У 1970-х роках перебрався до Сан-Франциско, де записувався на лейблі ECM і випустив альбоми Love, Love (1974) і Polarization (1977); працював з Стенлі Ковеллом і Редом Гарлендом. У 1980-х виступав у районі Сіетла; приєднався до гурту Дейва Голланда, після чого знову повернувся до Сан Ра. У 1990-х продовжив працювати з Голландом і гастролював з оркестром Чарлі Гейдена Liberation Music Orchestra. У 1997 році записав ще одну сесію як соліст на Postcards під назвою Hints on Light and Shadow, на якій також зіграв і Сем Ріверс. У 2000 році переніс операцію з трансплантації печінки, однак через рік знову повернувся до музики, виступивши на присвяченому йому ж концерті.

## Дискографія
- Keep Swingin' (Riverside, 1960)
- Spiritsville (Jazzland, 1960)
- Love, Love (ECM, 1973)
- Polarization (ECM, 1977)
- Hints on Light and Shadow (Postcards, 1997), з Семом Ріверсом
- In Deep End Dance (Conduit, 2002)
- Blue Stride (2012)